# Washington Motor Vehicle Company
Washington Motor Vehicle Company war ein US-amerikanischer Hersteller von Automobilen.

## Unternehmensgeschichte
Das Unternehmen wurde 1909 in Washington, D.C. gegründet. Zunächst entstanden ausschließlich Nutzfahrzeuge, die als Washington vermarktet wurden. 1911 änderte sich der Markenname in Capitol. Ebenfalls 1911 kam die begrenzte Produktion von Personenkraftwagen dazu. Im Februar 1912 begann die Insolvenz.

## Fahrzeuge
Im Angebot standen Elektroautos. Die Nutzfahrzeuge hatten Nutzlasten von etwa 340 kg bis etwa 1800 kg.